# روسيل إليس
روسيل إليس (بالإنجليزية: Rosell Ellis)‏ مواليد 19 فبراير 1975 في سياتل، هو لاعب كرة سلة أمريكي معتزل. بدأ مسيرته الاحترافية في سنة 1997. اعتزل اللعب في 2011. لعب مع باوريد تايغرز وبارانجي جينبرا سان ميغيل.